# Yara Birkeland
Yara Birkeland – pierwszy bezzałogowy statek towarowy o napędzie całkowicie elektrycznym.  
Statek ten zamówiła norweska firma Yara International w stoczni Vard w 2017. Kadłub wybudowano w  stoczni w rumuńskiej Braile. Przy budowie współpracowała firma Kongsberg, dostawca systemów automatyki. 
Statek ma służyć do przewożenia kontenerów ze sztucznymi nawozami z Porsgrunn do Breviku.
Początkowo statek będzie sterowany konwencjonalnie, po próbach przejdzie na tryb autonomiczny. Wtedy zostanie zdemontowany mostek, a kontrolę nad statkiem będzie sprawować centrum w Horten.

Yara Birkeland jest kontenerowcem o otwartych ładowniach. Długość całkowita wynosi 80 metrów, szerokość całkowita wynosi 15 metrów. Maksymalne zanurzenie to 6 metrów. Statek ma pojemność 120 TEU i nośność 3200 ton. 
Napęd statku stanowią dwa pędniki azymutalne ze śrubami o średnicy 2,2 metra, napędzane silnikami elektrycznymi o mocy 900 kW każdy. Statek wyposażono w dwa tunelowe  stery strumieniowe o mocy 700 kW każdy. Energię zapewniają zestawy akumulatorów litowo-jonowych o pojemności 6,8 MWh. Prędkość maksymalna wynosi 15 węzłów, a ekonomiczna 6-7 węzłów. Statek wyposażono w urządzenia do automatycznego cumowania.

Koszt statku to około 25 milionów dolarów, trzy razy więcej niż konwencjonalny statek tej wielkości, lecz spodziewane jest, że armator zaoszczędzi do 90% kosztów eksploatacji. Rząd norweski wsparł budowę grantem w wysokości 16,7 miliona dolarów.
Nazwa statku honoruje Kristiana Birkelanda naukowca i założyciela firmy Yara.